# 제일여객 (울산)
제일여객(第一旅客)은 대한민국 울산광역시에 있는 마을버스 운송 업체이다.

## 운행 노선
- 50A번(상대3주차장↔남창시장)
- 50B번(동백아파트↔남창시장)
- 51번(우주아파트↔강양)
- 52번(우주아파트↔덕신대교)
- 53번(우주아파트↔동백아파트)